# 尺土駅
尺土駅（しゃくどえき）は、奈良県葛城市尺土にある、近畿日本鉄道（近鉄）の駅。駅番号は南大阪線がF23、御所線がP23。

## 利用可能な鉄道路線
- 近畿日本鉄道
  - 南大阪線
  - 御所線（始発駅）

## 歴史
- 1929年（昭和4年）3月29日：大阪鉄道の古市 - 久米寺（現在の橿原神宮前）間延伸時に開業[1]。
- 1930年（昭和5年）12月9日：南和電気鉄道の尺土 - 南和御所町（現在の近鉄御所）間開通、乗換駅となる[1]。
- 1943年（昭和18年）2月1日：関西急行鉄道が大阪鉄道を合併[1]。関西急行鉄道と南和電気鉄道の駅となる（この時、旧大鉄線は天王寺線に改称）。
- 1944年（昭和19年）
  - 4月1日：関西急行鉄道が南和電気鉄道を合併[1]。関西急行鉄道単独の駅となる（この時、旧南和電鉄線は御所線に改称[1]）。
  - 6月1日：戦時統合により関西急行鉄道が南海鉄道（現在の南海電気鉄道の前身。後に再独立）と合併[1]。近畿日本鉄道の駅となる（この時、天王寺線は南大阪線に改称）。
- 1995年（平成7年）：橋上駅舎の設置により、改札口は二階に変更、南出口が新設される。
- 1999年（平成11年）3月16日：特急の停車駅に追加される。
- 2007年（平成19年）4月1日：PiTaPa使用開始[2]。

## 駅構造
島式2面4線のホームを持つ待避可能な橋上駅で、改札口は1ヶ所のみ。南大阪線と御所線は方向別でホームを共有している。ホーム有効長は8両分。古市寄りに引上線があり、御所線の線内折返し列車のほか、ラッシュ時に運転される橿原神宮前方面からの折返し列車が使用する。
1994年までは2面3線の国鉄型配線（下り方面が1面1線、上り方面が1面2線）であったが、この駅で上下線とも緩急接続や特急待避を行っており複雑な運用形態だった。下り本線に下り普通、上り本線に下り急行、上り待避線に上り準急が停車して、構内踏切を経由するものの下り列車の緩急接続を行い、急行が出た直後に上り特急が本線を通過するというダイヤが組まれていた。当時の駅舎は北側橿原神宮前寄りにあり（自動改札機なし）、下り方面ホームとはスロープで、上り方面ホームとは構内踏切で結ばれていた。

### のりば
| のりば | 路線                               | 方向 | 行先                 |
| ------ | ---------------------------------- | ---- | -------------------- |
| 1・2   | P 御所線                           | -    | 近鉄御所方面         |
| 1・2   | F 南大阪線                         | 下り | 橿原神宮前・吉野方面 |
| 3・4   | F 南大阪線                         | 上り | 大阪阿部野橋方面     |
| 3・4   | （御所線内折返し列車の降車ホーム） |      |                      |

御所線の列車は南大阪線からの直通列車も含めて1・2番線から発車するが、土休日5:43発の始発列車に限り4番線から発車している（2022年12月17日ダイヤ変更時点）。

### 配線図
| ← 大阪阿部野橋 方面 | 近畿日本鉄道 尺土駅 鉄道配線略図 | → 橿原神宮前 ・吉野 方面 |
| | ↓ 近鉄御所方面                   |                          |
| 凡例 出典:以下を参考に作成 * 川島令三、『【図説】日本の鉄道 東海道ライン 全線・全駅・全配線 第9巻 奈良・東大阪』 ISBN 978-406-270019-1、15頁、講談社、2009 |                                  |                          |

## 特徴

### 駅設備・営業面
- 有人駅で、PiTaPa・ICOCA対応の自動改札機および自動精算機（回数券カードおよびICカードのチャージに対応）が設置されている。
- 特急券および定期券は専用の自動販売機にて購入可能となっている[5]。

### ダイヤ面
- 特急も含めた全定期旅客列車が停車しており、大阪阿部野橋駅からの区間急行は当駅から各駅に停車する[6]。
- 南大阪線古市駅 - 橿原神宮前駅間の途中駅では唯一の待避可能駅であるため、特急・急行と準急・普通列車の緩急接続が頻繁に行われる[6]。
- 朝と夕方以降に当駅 - 橿原神宮前駅間の普通列車が数本設定されている[6]。

## 当駅乗降人員
近年における1日乗降人員の調査結果は以下の通り。
- 2023年11月7日：4,017人
- 2022年11月8日：3,957人
- 2021年11月9日：3,742人
- 2018年11月13日：4,348人
- 2015年11月10日：4,326人
- 2012年11月13日：4,345人
- 2010年11月9日：4,406人
- 2008年11月18日：4,725人
- 2005年11月8日：4,975人

## 利用状況
近年の1日平均乗車人員は以下の通りである。
| 年度               | 1日平均 乗車人員 |
| ------------------ | ---------------- |
| 1990年（平成2年）  | 3,639            |
| 1991年（平成3年）  | 3,666            |
| 1992年（平成4年）  | 3,750            |
| 1993年（平成5年）  | 3,712            |
| 1994年（平成6年）  | 3,698            |
| 1995年（平成7年）  | 3,666            |
| 1996年（平成8年）  | 3,528            |
| 1997年（平成9年）  | 3,401            |
| 1998年（平成10年） | 3,359            |
| 1999年（平成11年） | 3,336            |
| 2000年（平成12年） | 3,272            |
| 2001年（平成13年） | 3,199            |
| 2002年（平成14年） | 3,075            |
| 2003年（平成15年） | 2,938            |
| 2004年（平成16年） | 2,831            |
| 2005年（平成17年） | 2,786            |
| 2006年（平成18年） | 2,794            |
| 2007年（平成19年） | 2,725            |
| 2008年（平成20年） | 2,673            |
| 2009年（平成21年） | 2,510            |
| 2010年（平成22年） | 2,448            |
| 2011年（平成23年） | 2,390            |
| 2012年（平成24年） | 2,417            |
| 2013年（平成25年） | 2,445            |
| 2014年（平成26年） | 2,383            |
| 2015年（平成27年） | 2,413            |
| 2016年（平成28年） | 2,370            |
| 2017年（平成29年） | 2,404            |
| 2018年（平成30年） | 2,427            |
| 2019年（令和元年） | 2,403            |

## 駅周辺
周辺は閑静な住宅街となっている。
- 長尾神社（拝殿まで徒歩10分）
- 新庄疋田郵便局
- 国道166号
- 国道168号
- ツバキ・ナカシマ本社・葛城工場

### バス路線
駅南口のロータリー付近に尺土駅前停留所が、駅北口を通る国道166号沿いに尺土北停留所がある。
葛城市公共バス
- 尺土駅前
  - 環状線ルート
  - ミニバスB 長尾・疋田ルート

葛城市公共バス
- 尺土北
  - 環状線ルート

※大和高田市コミュニティバスは当駅に乗り入れないため、市場南口停留所が最寄りとなる（当駅より北東に400メートル。国道166号の尺土交差点付近）。

## 隣の駅
近畿日本鉄道
F 南大阪線 
- □特急停車駅

■急行・■区間急行（区間急行は当駅から高田市方の各駅に停車）
古市駅 (F16) - 尺土駅 (F23) - 高田市駅 (F24)
■準急・■普通
磐城駅 (F22) - 尺土駅 (F23) - 高田市駅 (F24)
- みかん狩りシーズンには上ノ太子駅、牡丹開花のシーズンには二上神社口駅と当麻寺駅に急行の一部が臨時停車することがある。

P 御所線（線内は全列車各駅に停車）
■準急・■普通
（南大阪線磐城駅 -） 尺土駅 (P23) - 近鉄新庄駅 (P24)
- 行楽時に急行の一部が南大阪線から直通することがあるが、御所線内は各駅に停車する。